# میهائلا ارماش
میهائلا ارماش (انگلیسی: Mihaela Armășescu؛ زادهٔ ۳ september ۱۹۶۳ (۶۱ سال)) ورزشکار روئینگ اهل رومانی است.
وی در مسابقات کشوری و بین‌المللی در مجموع برندهٔ ۱ مدال طلا، ۲ مدال نقره، ۴ مدال برنز شده‌است.